# Hub and spoke

Model piasty i szprychy

Model Hub and Spoke (system piasta-szprychy) – model zakładający istnienie węzła transportowego (hubu) oraz zasilających go promienistych linii transportowych (szprych). Transport w ramach tego systemu następuje najpierw do węzła transportowego, a następnie od węzła do wybranego celu.
Model transportu hubowego jest często stosowany w transporcie oraz logistyce i stanowi alternatywę dla
systemu „siatkowego”, polegającego na bezpośredniej komunikacji między punktami początkowym i końcowym. Z punktu
widzenia klienta zaletą systemu jest łatwość i intuicyjność planowania podróży.

## Hub & Spoke w lotnictwie
W transporcie lotniczym system H&S jest określany również jako hubbing (za IATA, ICAO).
Optymalizacja systemu H&S przejawia się w fakcie, że pasażerowie z poszczególnych punktów przylatują, a następnie odlatują z węzła (piasty, hubu) w krótkim przedziale czasowym. Tym samym pasażer przylatujący z jakiegokolwiek punktu może uzyskać połączenie za pośrednictwem samolotów odlatujących do wielu innych punktów. Siła takiego systemu w transporcie lotniczym polega na możliwości łączenia pasażerów podróżujących z wielu par miast w jednym statku powietrznym, umożliwiając tym samym oferowanie na trasach, które w przeciwnym przypadku nie byłyby dochodowe. System H&S działa poprzez tworzenie fal przylotowo–odlotowych z/do różnych punktów (szprych) w węźle (hubie) w przedziałach czasowych minimalizujących czas przesiadki.
Największe huby lotnicze świata to amerykański 
 Atlanta–Hartsfield–Jackson, który obsłużył w roku 2016 104,2 mln pasażerów, Dubaj (83,6 mln pasażerów), londyńskie Heathrow (71 mln pasażerów) i port lotniczy w Hongkongu (68,1 mln pasażerów).
H&S jest podstawowym modelem dla hubów cargo. Zaczął być powszechnie stosowany w lotniczym transporcie towarowym po deregulacji rynku lotniczego pod koniec lat 70. w Stanach Zjednoczonych. W modelu tym hub jest centralnym lotniskiem, przez które kierowane są loty, a szprychy to trasy, którymi samoloty przewożą ładunek. Większe linie lotnicze mają wiele hubów.

## Hub & Spoke w kolejnictwie
System H&S jest wykorzystywany również w transporcie kolejowym, gdzie obniża on zapotrzebowanie na tabor, zużycie energii, obciążenie środowiska i koszty transportu. System H&S jest wybierany głównie w państwach o regularnym kształcie i silnie wykształconych ośrodkach centralnych położonych w środkowej części kraju (zazwyczaj dawniejszych stolicach krajów o silnej władzy królewskiej).
Dobrym przykładem jest w tym zakresie Francja oraz Hiszpania.
We Francji rolę węzła TGV pełni Paryż (z powodu czołowego układu głównych dworców Paryża nie ma tam jednak jednego wspólnego dworca dla wszystkich pociągów tej klasy).
W Hiszpanii system kolei dużych prędkości AVE zbudowany jest także na bazie modelu piasta–szprychy, a węzłem (hubem) dla całego krajowego transportu dużych prędkości jest dworzec Puerta de Atocha w Madrycie.
Polski system ekspresów IC/EIC operuje również w tym modelu, a rolę węzła pełni Dworzec Centralny.
Układy komunikacyjne oparte na modelu H&S występują również w kolejowym transporcie regionalnym, zwłaszcza w regionach o silnie wykształconych głównych ośrodkach miejskich, np. Mazowsze, Wielkopolska, Dolny Śląsk, Małopolska.